# Yamaha XJ 600 Diversion
La Yamaha XJ 600 Diversion era una motocicletta costruita tra 1991 ed il 2001 dalla Yamaha Motor in Giappone ed importata in Italia.

## Storia e caratteristiche generali
La moto era nata per offrire una moto "polivalente", di basso costo e prestazioni non estreme. Fu presentata nel 1991 nella versione "S" (denominazione completa: Yamaha XJ 600 S Diversion per il mercato europeo o Yamaha XJ 600 S Seca II in america e altri mercati), caratterizzata da una semicarenatura comprendente un cupolino che si estendeva ad abbracciare il serbatoio. Il motore, di nuova concezione, era ispirato a quelli della serie Genesis; si trattava di un 4 cilindri in linea molto semplice, raffreddato ad aria, con distribuzione bialbero a 2 valvole per cilindro, e con i cilindri inclinati in avanti di 35° per abbassare il baricentro e poter montare i carburatori in posizione verticale. Questi ultimi erano una batteria di quattro Mikuni BDST da 28 mm, con starter manuale. I carburatori erano alloggiati in una rientranza del serbatoio, e quindi il livello della benzina era più basso di quello della vaschetta; per questo motivo, la moto era dotata di una pompa della benzina a membrana. La forcella, non regolabile, presentava steli da 38 mm; al posteriore c'era un monoammortizzatore derivato da quello montato sulla Yamaha TDM. L'accensione era elettronica, di tipo TCI. Il telaio, a doppia culla in tubi d'acciaio, era ispirato alla serie FZR. Il motore erogava 56,3 CV (41,4 kW) alla ruota a 8.500 giri, con una coppia massima di 5,54 kgm a 7000 giri; il regime massimo previsto era di 9500 giri. La frenata era assicurata da un disco singolo anteriore da 320 mm e da uno posteriore da 245 mm, entrambi con pinza a 2 pistoncini. Il peso in ordine di marcia era di 197 kg, che diventarono 203 con il modello 1993.
Nel 1993 il modello S fu affiancato dal modello "N" (denominazione completa: Yamaha XJ 600 N Diversion), caratterizzato dall'assenza della semicarena dal faro tondo anziché rettangolare e dalla strumentazione cromata in stile anni 70; per il resto, le caratteristiche tecniche erano le stesse.
Nel 1994 e 1995 la moto ricevette solo piccole modifiche estetiche, ed un diverso getto del minimo sui carburatori.
Nel 1996, i due modelli furono soggetti a diverse modifiche. La principale fu la sostituzione della pompa benzina a membrana con una pompa elettrica; vennero montati nuovi sensori di apertura sui carburatori, ed il loro riscaldamento non era più affidato all'olio motore, ma ad una sonda termica. Venne anche aggiunto un radiatore dell'olio per migliorarne il raffreddamento. A livello estetico, venne modificata la semicarenatura, mentre il manubrio era montato su supporto in gomma tipo silent block. Il peso passò a 205 kg.
Nel 1997 venne modificata la sella; il nuovo tipo presentava delle righe trasversali sul rivestimento per migliorare l'aderenza rispetto al vecchio tipo (completamente liscio).
Nel 1998 venne apportata l'ultima modifica di rilievo: il disco freno singolo anteriore venne sostituito da due dischi da 198 mm, sempre con pinza a due pistoncini. In parallelo, venne rinforzata la forcella, i cui steli passarono da 38 a 41 mm. Il peso totale salì a 213 kg
La moto proseguì la sua vita senza altre modifiche fino al 2001, quando venne tolta di produzione e sostituita solo nel 2009 con il nuovo nome XJ6 Diversion.